# Contarinia (algue)
Cet article concerne le genre d'algues rouges. Pour l'insecte, voir Contarinia (diptère).
Genre
Contarinia est un genre d'algues rouges de l'ordre des Gigartinales et de la famille des Rhizophyllidaceae.

## Liste des espèces
Selon AlgaeBase (19 avr. 2014) :
- Contarinia magdae Weber-van Bosse
- Contarinia okamurae Segawa
- Contarinia pacifica (Børgesen) Denizot
- Contarinia peyssonneliaeformis Zanardini
- Contarinia squamariae (Meneghini) Denizot